# 顿岗乡
顿岗乡，是中华人民共和国河南省驻马店市新蔡县下辖的一个乡镇级行政单位。

## 行政区划
顿岗乡下辖以下地区：
双庄村、祖师庙村、下丕岗村、桂营村、班台村、黄冢庙村、吴湾村、苏湾村、平楼村、陈港村、支湾村、赵庄村、焦庄村、土楼村、马庄村、吴张庄村、沈岗村、林尧村、顿岗村和杨寨村。